# Dallas
Dallas je třetí nejlidnatější město ve státě Texas (po Houstonu a San Antoniu) a deváté v USA. Město založené roku 1841 je velké i územně, rozkládá se na 997 km² (385 mi²). Dallas County je devátý největší okres v zemi. Dallas patří mezi 11 měst USA, která jsou zařazena mezi tzv. globální města, a byl označen vysokým stupněm „Gamma World City“. Město je údajně pojmenováno po Georgi Mifflinu Dallasovi, což byl americký viceprezident (1845–1849).
Na základě údajů ze sčítání obyvatelstva žije v Dallasu přibližně 1,30 milionu obyvatel. Dallas je nejvýznamnějším kulturním, ekonomickým a průmyslovým centrem metropolitní oblasti Dallas-Fort Worth-Arlington (Dallas/Fort Worth Metroplex), která je s 5,7 miliony obyvatel pátou největší metropolitní oblastí v USA a zabírá území 12 okresů. Dallas byl založen v roce 1841 a v únoru 1856 získal statut města. Důležitost Dallasu vyplývá mimo jiné i z jeho historického významu jakožto centra pro těžbu ropy a zpracování bavlny. Výhodná byla tehdy zároveň i jeho poloha, neboť se nacházel v blízkosti mnoha železničních tratí.
22. listopadu 1963 zde byl spáchán atentát na amerického prezidenta Johna Fitzgeralda Kennedyho.

## Historie
Počátky města se datují do roku 1841, kdy se zde nad řekou Trinity usadil obchodník a právník z Tennessee John Neely Bryan.
Tři roky nato začalo vznikat město samotné, mezi jehož první obyvatele patřili němečtí a švýcarští přistěhovalci. Doplnili je ti francouzští, kteří sem přešli z fourierské kolonie La Réunion ve druhé polovině 50. let.
V roce 1850 byl Dallas zvolen pomyslným hlavním městem okresu Dallas County. Po konci Americké občanské války sem odešli někteří Afroameričané. Roku 1872 podepřela rozmach města výstavba železnice společností H&TC.
Železniční křižovatka, bavlnářství a kožedělný průmysl podepřely význačnou pozici města na americkém Jihozápadě, kterému zůstal punc místa, kde začíná (Divoký) západ.
V roce 1890 zde žilo 38 tisíc lidí a Dallas tak byl největším městem v Texasu.
Finančním střediskem Jihozápadu se stal Dallas v roce 1914, když zde byla ustanovena pobočka Federálního rezervního systému.

## Ekonomika
Dallas disponuje moderní diverzifikovanou ekonomikou, jejíž páteří je velkoobchod, maloobchod a finanční a obchodní služby. Přítomen je zbrojní a  aerokosmický průmysl,
ten druhý zde v 90. letech zaznamenal pokles. Zbrojnímu průmyslu napomáhají v Dallasu sídlící vládní obranné instituce. Soustředí se zde telekomunikační a high-tech odvětví, to druhé tvoří kromě jiného vývoj software a hardware, výroba polovodičů i bezdrátových datových systémů.
Dallas je nadále sídlem společností z ropného odvětví, to však nemá přílišný ekonomický význam, jenž od vrcholu v raných 80. letech klesá. Totéž platí o bavlnářském průmyslu, který je reliktem minulosti, sehrál však roli v rozmachu města počínaje koncem Americké občanské války. Bavlnářství podpořilo roku 1907 ustanovení obchodní burzy The Dallas Cotton Exchange, které Dallas učinilo jedním z světových center tohoto průmyslu. S tím byla spjatá výroba čističek bavlny.
Jakožto dopravní uzel je Dallas zásadní pro leteckou dopravu. Roli si uchovalo potravinářství a textilní průmysl.
V Dallasu a jeho okolí sídlí deset společností umístěných ve Fortune 500 v čele s telekomunikační společností AT&T.
Od roku 1957 se zde nachází jeden z největších světových velkoobchodů – Dallas Market Center.

## Demografie

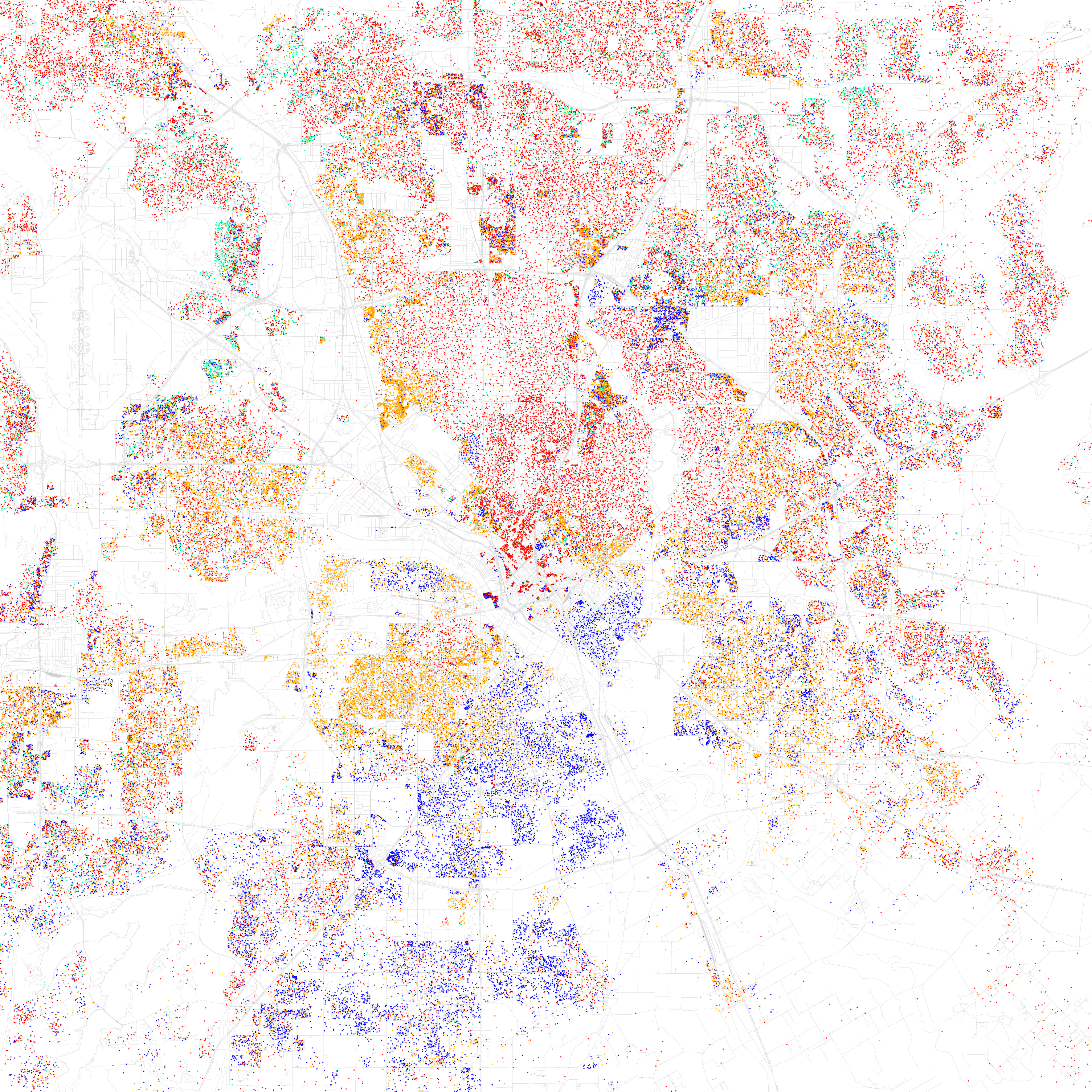
Mapa rasového rozložení v Dallasu, sčítání z roku 2010. Každý bod představuje 25 lidí: Bílí, Černí, Asiati Hispánci nebo jiní (žlutá)

Podle sčítání obyvatel, které proběhlo v roce 2010, má Dallas 1 197 816 obyvatel. Průměrné stáří obyvatel Dallasu je 31,8 let.
Podle téhož sčítání lidu populaci tvoří z 50,7 % běloši (28,8 % nehispánští běloši), 25 % černoši nebo Afroameričané, 0,7 % domorodí Američané a domorodí obyvatelé Aljašky, 2,9 % Asijci a 2,6 % míšenci. 42,4 % z celkového počtu obyvatel jsou Hispánci či Latinoameričané. Průzkum American Community Survey z let 2006−2010 zjistil, že hispánskou populaci Dallasu tvoří 36,8 % Mexičanů, 0,3 % Portoričanů, 0,2 % Kubánců a 4,3 % jiných Hispánců a Latinoameračanů.
Sčítání z roku 2010 ukázalo, že se v Dallasu nachází celkem 458 057 domácností, ve 29,1 % bydlí i děti do 18 let, 36,1 % domácností obývají manželské páry žijící společně, v 16,0 % je hlavou domácnosti pouze žena bez manžela a 42 % jich je klasifikováno jako nerodinné domácnosti. 33,7 % všech domácností obývá jeden nebo více osob mladších 18 let a 17,6 % obývá minimálně jeden člověk starší 65 let. Průměrná domácnost má 2,57 členů a průměrná rodina 3,42 členy.
Sčítání z roku 2010 zkoumalo i věkové rozložení populace města: z celkové populace je 26,5 % mladších 18 let a 8,8 % starších 65 let. Průměrné stáří obyvatel je 31,8 let. 50 % populace tvoří muži a 50 % ženy.
Podle průzkumu American Community Survey z let 2005–2007 činí průměrný roční příjem dallaské domácnosti 40 147 dolarů (zhruba 810 000 Kč) a průměrný roční příjem rodiny je 42 670 dolarů (přibližně 860 000 Kč). Muž zaměstnaný na plný úvazek má průměrný příjem 32 265 dolarů (cca 650 000 Kč) a žena 32 402 dolarů (asi 652 000 Kč). Příjem per capita činí 25 904 dolarů (okolo 520 000 Kč). 18,7 % rodin a 21,7 % lidí z celkové populace Dallasu žije pod hranicí chudoby, 33,6 % z nich jsou osoby do 18 let a 13,4 % osoby nad 65 let. Dům stál průměrně 129 600 dolarů (asi 2 600 000 Kč).
Populace Dallasu byla v minulosti převážně bílá (v roce 1930 tvořili nehispánští běloši 82,8 % jeho populace), nicméně v souvislosti s růstem velikosti i významu města se populace v průběhu dvacátého století stala pestřejší, a to až do té míry, že nehispánští běloši v současné době představují méně než jednu třetinu obyvatel města. Kromě toho nedávné údaje ukázaly, že 26,5 % populace Dallasu a 17 % obyvatel celé metropolitní oblasti se narodilo v cizině.
Dallas je hlavním cílem mexických přistěhovalců, a to jak legálních, tak i nelegálních. Jihozápadní a jihovýchodní části města, zejména čtvrti Oak Cliff a Pleasant Grove, jsou převážně obývány černými a hispánskými obyvateli, přičemž v těch jižních oblastech města žijí převážně černoši a v západních a východních zase Hispánci. Naopak sever Dallasu obývají většinou běloši, i když je pravda, že i tam nalezneme mnoho enkláv převážně černých a hispánských obyvatel.
Navíc je Dallas a jeho předměstí domovem i velkého počtu asijských obyvatel – Korejců, Tchajwanců, Číňanů, Filipínců, Vietnamců, Thajců, Indů, Bangladéšanů, Pákistánců, Srílančanů, Nepálců a Arabů, kteří mají v této oblasti velké zastoupení, zejména na předměstích Arlington, Garland, Richardson, Plano, Carrollton, Irving, Frisco, Flower Mound a Allen. V Dallasu žije i mnoho lidí ze států Afrického rohu – přistěhovalci z Etiopie, Eritrey a Somálska. Právě kvůli vysokému počtu přistěhovaleckých skupin jsou často k vidění vícejazyčné nápisy.
Přibližně polovina obyvatel Dallasu se narodila mimo území Texasu. Mnozí se do Dallasu přistěhovali z jiných částí země, zejména ze Středozápadu, Severovýchodu a z Kalifornie.
V tomto článku byl použit překlad textu z článku Dallas na anglické Wikipedii.

## Doprava
Leteckou dostupnost Dallasu obstáravají letiště Dallas/Fort Worth International Airport a starší Dallas Love Field.

### Veřejná doprava
Veřejnou dopravu obstarává DART – Dallas Area Rapid Transit ve formě autobusů a rychlodrážních tramvají. V Dallasu byla v roce 1996 postavena první rychlodrážní tramvajová linka na jihovýchodě Spojených států. Nyní existují čtyři linky – červená, modrá, zelená a oranžová.

## Sport
- NFL: Dallas Cowboys
- MLB: Texas Rangers
- NBA: Dallas Mavericks
- NHL: Dallas Stars
- MLS: FC Dallas

## Osobnosti
- Aaron Spelling (1923–2006), filmový a televizní producent
- Lee Trevino (* 1939), bývalý profesionální golfista
- Sharon Tate (1943–1969), zpěvačka a modelka
- Stevie Ray Vaughan (1954–1990), bluesový kytarista
- Robin Wrightová (* 1966), herečka
- Vanilla Ice (* 1967), rapper a producent
- Michael Johnson (* 1967), atlet, sprinter, mistr světa, olympijský vítěz, světový rekordman
- The D.O.C. (* 1968), rapper
- Owen Wilson (* 1968), herec a komik
- Troy Baker (* 1976), herec, zpěvák a dabér
- Piper Perabo (* 1976), herečka
- Jensen Ackles (* 1978), herec
- Usher (* 1978), zpěvák, skladatel, choreograf, model a tanečník
- Holland Rodenová (* 1986), herečka
- Nick Jonas (* 1992), zpěvák, kytarista, člen pop-rockové kapely Jonas Brothers
- Jordan Spieth (* 1993), profesionální golfista a bývalá světová jednička

## Partnerská města
- Brno, Česko
- Dijon, Francie
- Káhira, Egypt
- Kalkata, Indie
- Monterrey, Mexiko
- Valencia, Španělsko
- Riga, Lotyšsko
- Saratov, Rusko
- Sendai, Japonsko
- Tchaj-pej, Tchaj-wan
- Tchien-ťin, Čína

## Fotogalerie

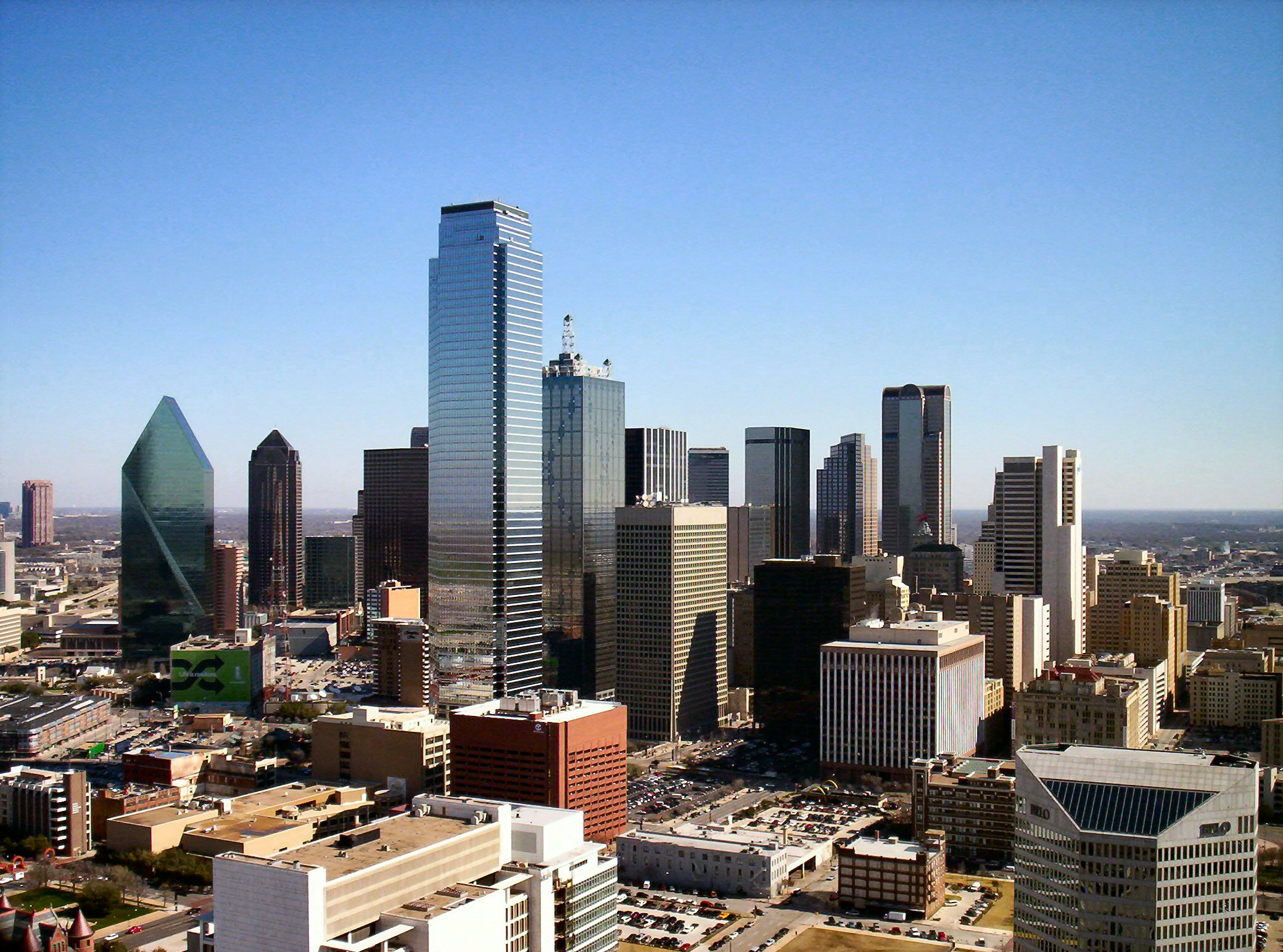
Pohled na centrum Dallasu z vyhlídkové plošiny Reunion Tower.
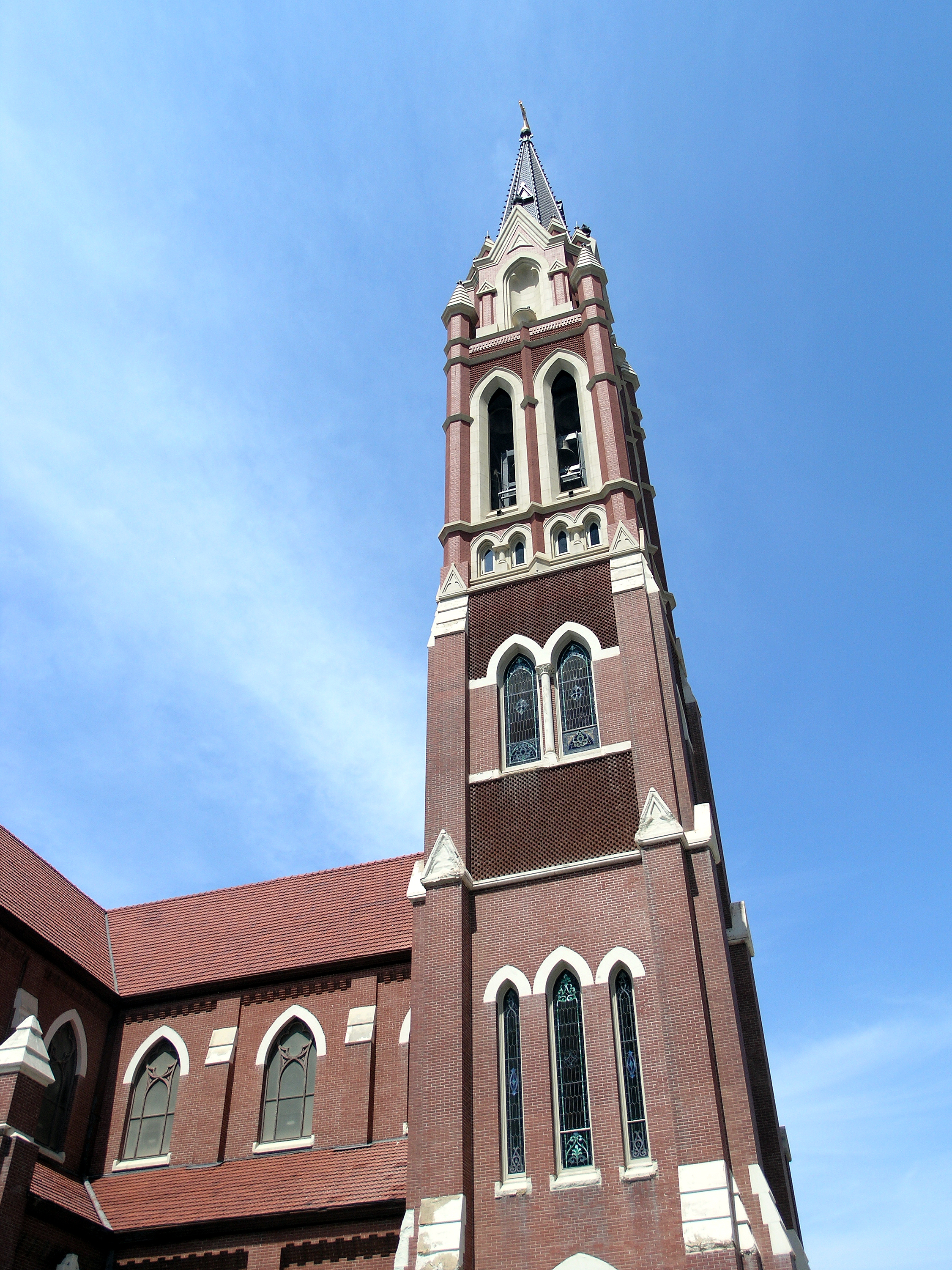
Katedrála Santuario de Guadalupe
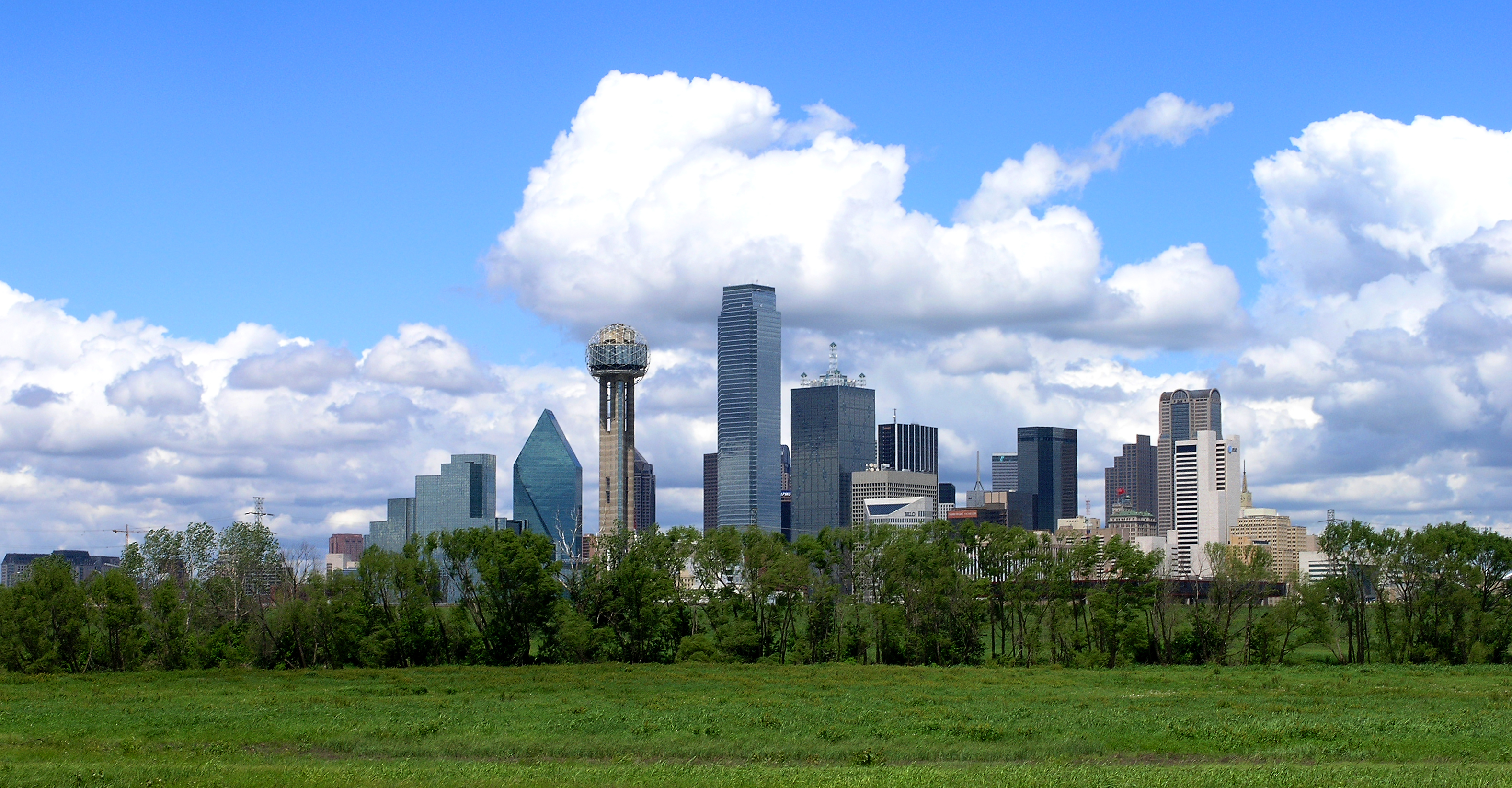
Panorama města
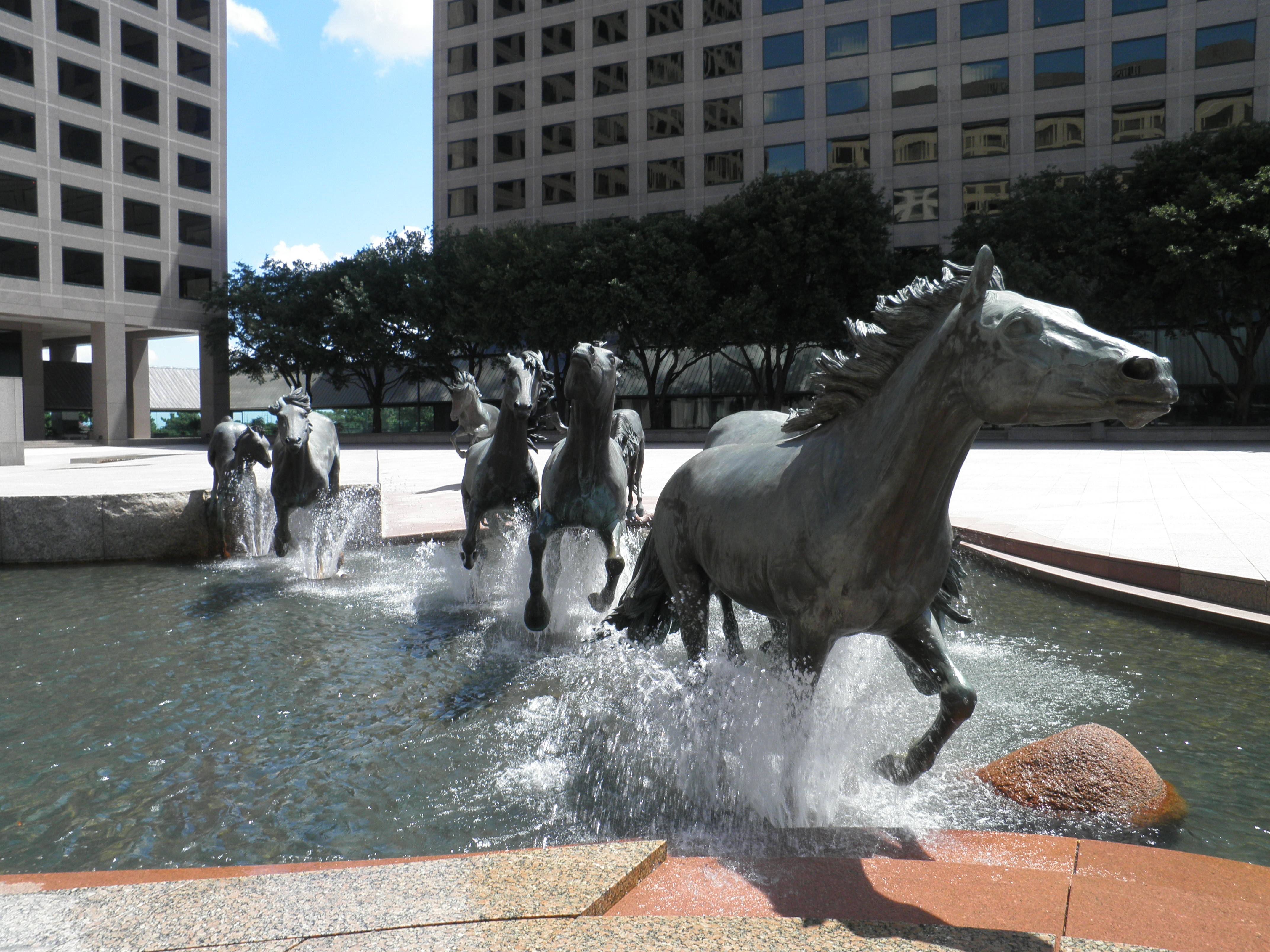
Sousoší „Mustangs of Las Colinas“